# Oxalicibacterium
Oxalicibacterium es un género de bacterias gramnegativas de la familia Oxalobacteraceae. Fue descrito en el año 2003. Su etimología hace referencia a bacteria del ácido oxálico. Son bacterias aerobias y móviles por flagelo polar. Catalasa y oxidasa positivas. Todas las especies se han aislado de suelos. 

## Taxonomía
Actualmente existen 4 especies descritas:
- Oxalicibacterium faecigallinarum
- Oxalicibacterium flavum
- Oxalicibacterium horti
- Oxalicibacterium solurbis